# ヴィターレ・バルベリス・カノニコ
ヴィターレ・バルベリス・カノニコ（VITALE BARBERIS CANONICO ）は、1663年に創立されたイタリアを代表する世界的な生地メーカー。ビエッラ県プラトリヴェロに本社を置く。

## 概要
ヴィターレ・バルベリス・カノニコは、1663年にイタリア・ビエッラのプラトリヴェロで創業された。その歴史は、ヴィターレ・バルベリス・カノニコの毛織物生産に関する最古の記録である1663年の『取り立て税共通記録』で確認できる。現在は様々な国のファッションメーカーやテーラーとの取引があり、ブルックス・ブラザーズなどとも取引がある。